# Наґареяма

35°51′22″ пн. ш. 139°54′9″ сх. д. / 35.85611° пн. ш. 139.90250° сх. д.
Наґарея́ма (яп. 流山市, ながれやまし, МФА: [nagaɾejama ɕi̥]) — місто в Японії, в префектурі Тіба.

## Короткі відомості
Розташоване в північно-західній частині префектури, на східному березі річки Едо. Виникло на основі середньовічного річкового порту. Основою економіки є сільське господарство, вирощування мандаринів, виробництво міріну. Станом на 1 жовтня 2008 площа міста становила 35,28 км². Станом на 1 січня 2009 населення міста становило 158 949 осіб.

## Міста-побратими
- Сома, Японія (1977)
- Сінано, Японія (1997)
- Ното, Японія (2012)